# Arslan Senki
Arslan Senki (アルスラーン戦記 Arusurān Senki?, lit. La heroica leyenda de Arslan) es una serie de novelas de fantasía japonesas escritas por Yoshiki Tanaka. La historia se centra en las peripecias del príncipe heredero Arslan por recuperar el trono frente a la invasión del reino vecino de Lusitania. La historia está inspirada en el poema épico, Amir Arsalan-e Namdar, una antigua leyenda persa, atribuida en ocasiones a un autor de nombre Mohammad Ali al-Naqib Mamalek.
El autor, Yoshiki Tanaka comenzó a escribir la novela en 1986 y retomó a partir de 2008, con el número actual de libros en 15 novelas y una historia paralela en la guía oficial Arslan Senki Tokuhon. A través del agente de prensa de Tanaka, Hiroaki Adachi, se anunció que el próximo tomo será el último.
Fue adaptado al manga, basado en la novela y luego recibió un final original, y se publicó desde noviembre de 1991 hasta septiembre de 1996. Recibió dos adaptaciones a película, y un OVA de cuatro partes inconclusa. En 2013, una segunda adaptación del manga comenzó en Bessatsu Shōnen Magazine, con ilustraciones de Hiromu Arakawa. Una serie de anime basada en el manga se estrenó en 2015. En España la serie se emite a partir del 4 de septiembre de 2015 en Canal+ Series Xtra tras haber sido licenciada por Yowu Entertainment.

## Argumento
En una época de terribles guerras, el rey Andragoras y sus oficiales más leales se encuentran en el campo de batalla debatiendo sobre qué hacer. Cuando Daryoon, uno de los oficiales más jóvenes, se muestra contrario a seguir enviando hombres al campo de batalla, el monarca entra en cólera y lo destierra. A partir de entonces, la misión de Daryoon es proteger a Arslan, el heredero de Andragoras. Junto con lord Narsus, el arquero Elam y otros compañeros deberá enfrentarse a un ejército de 300 000 soldados, una diferencia abismal en cantidad.

## Personajes
Arslan (アルスラーン Arusurān?)
 Seiyū: Kappei Yamaguchi (OVA) Yusuke Kobayashi (2015)
Es el personaje principal de la serie de novelas La heroica leyenda de Arslan. Es el príncipe heredero de Pars, y el líder de la resistencia contra la invasión lusitana.
Daryun (ダリューン Daryūn?)
 Seiyū: Kazuhiko Inoue (OVA) Yoshimasa Hosoya (2015)
Es un hombre severo pero leal. Tiene su mayor lealtad en el rey Andrágoras y su hijo Arslan y está dispuesto a arriesgar la vida por ellos. Como guerrero veterano, es tranquilo, serio y cualificado.
Narsus (ナルサス Narusasu?)
 Seiyū: Kaneto Shiozawa (OVA) Daisuke Namikawa (2015)
Estratega de Arslan, futuro pintor de la corte. Narsus fue una vez jefe de asesores y estratega bajo Andrágoras, fue destituido de su cargo porque habló en contra de continuar la práctica del rey de la esclavitud.
Elam (エラム Eramu?)
 Seiyū: Nozomu Sasaki (OVA) Natsuki Hanae (2015)
Elam es el hijo de dos esclavos que había Narsus liberado cuando se convirtió en dueño de la casa. Los dos esclavos en deuda, pidieron a Elam vigilar a Narsus y ser su sirviente personal. Elam estuvo de acuerdo y, por tanto, ha sido sirviendo sucesivamente a  Narsus desde entonces. Narsus se preocupa mucho por Elam tanto que se puede ver cuando quiso dejar en principio a Elam al cuidado de un comerciante para no hacer a Elam luchar en la guerra.
Farangis (ファランギース Farangīsu?)
 Seiyū: Masako Katsuki (OVA) Maaya Sakamoto (2015)
Sacerdotisa y gran arquera al servicio de Arslan.
Gieve (ギーヴ Gīvu?)
 Seiyū: Kazuki Yao (OVA) KENN (2015)
Guerrero, poeta y juglar solo sigue a Arslan por conquistar a Farangis.
Hilmes (ヒルメス Hirumesu?)
 Seiyū: Shūichi Ikeda (OVA) Yūki Kaji (2015)
Conocido como Silver Mask, era el hijo adoptivo del rey Osroes V y un primo no emparentado consanguíneo de Arslan. Dirige la invasión de Pars para reclamar el trono ya que su padre era el rey legítimo que cree que fue asesinado por su hermano menor, Andrágoras. Le tiene fobia al fuego después del intento de asesinato que le quemó gravemente el lado derecho de la cara.
Etoile (エトワール Etowāru?)
 Seiyū: Kotono Mitsuishi (OVA) Yumi Uchiyama (2015)
Su verdadero nombre es Ester. Una niña que se disfrazó de niño para poder ir a la guerra, siendo caballero del ejército de Lusitania. En el pasado fue tomada cautiva después de la primera guerra entre Pars y Lusitania, pero logró escapar y huir a su país de origen utilizando a Arslan como rehén. Tres años después, sirve como paje del hermano menor del rey.
Andragoras (アンドラゴラス Andoragorasu?)
 Seiyū: Akio Otsuka (OVA) Takayuki Sugō (2015)
Rey de Pars y padre de Arslan. Conocido por su despiadado y terquedad y su preferencia por el poder sobre la estrategia, la traición de Kharlan y el conocimiento de Silver Mask de las tácticas parsas lo llevaron a su desastrosa derrota y la de su ejército. Se le mantiene vivo como prisionero después de la caída de su reino. Después de muchos meses, escapa del encierro y encuentra el camino a Peshawar. Luego obliga a Arslan a reclutar un ejército de 50.000 hombres por el "delito" de liderar el ejército de Pars en su ausencia. Se rumorea y luego se confirma que hizo matar a su hermano mayor, el anterior rey Osroes, para asumir el trono y reclamar a Tahamenay como su reina.
Tahamenay (タハミーネ Tahamīne?)
 Seiyū: Kazuko Yanaga (OVA) Atsuko Tanaka (2015)
Tahamine es la extremadamente hermosa esposa de Andragoras, madre de Arslan y reina de Pars. Después de ser capturada durante la caída de Ecbatana, la reina Tahamine está bajo el poder del torpe rey de Lusitania, Innocentius VII. A pesar de su actitud aparentemente interminablemente flemática, Tahamine ha demostrado tener un gran amor por su hijo. La única razón por la que fue obediente con Andrágoras, hasta ahora, fue porque él secuestró a su hijo.

## Contenido de la obra
La obra comienza en el reinado del rey de Pars Andragoras III, quien llega al trono tras la muerte de su hermano. Cuando comienza la obra, el hijo del rey Andragoras, Arslan, cuenta con 11 años y se dedica a entrenar sus habilidades marciales. El rey Andragoras III se encuentra luchando contra las fuerzas de Lusitania, país que había invadido Muruyama, un país al oeste que era aliado de Pars.
El rey vuelve victorioso de la batalla trayendo esclavos lusitanos, uno de ellos un niño de la edad de Arslan que tras algunos acontecimientos acaba secuestrando al príncipe y durante la huida le hará reflexionar a este sobre la esclavitud en su país. 
Años después de ese acontecimiento, el príncipe Arslan acompañará a su padre en su primera batalla, la cual se librará en los campos de Atropatene, resultando en una derrota de las fuerzas de Pars, dado que un general del bando lusitano, conocido como "Máscara de Plata" preparó una trampa para ellos que le dio la victoria a los lusitanos. Tras la batalla, el rey Andragoras acaba siendo hecho prisionero mientras que Arslan huye del campo de batalla junto a Daryoon, conocido como el "guerrero de la armadura negra".
Arslan y Daryoon deciden buscar algunos aliados para armar un ejército con el que detener el avance de la invasión lusitana. Daryoon decide llevar a Arslan a conocer a Narsus, un antiguo estratega de la Corte de su padre que fue deslegitimado por tener diferencias de pensamiento con él. Tras prometerle un puesto como pintor real en su corte, Narsus y su sirviente Elam se unen al grupo de Arslan. Poco después se unirán a ellos, Farangis, una sacerdotisa guerrera y Gieve, un trovador que estuvo presente en la capital real, Ecbatana, cuando los lusitanos la conquistaron haciendo que los esclavos se amotinasen y usando los desagües para atacar el palacio real.

## Otros medios

### Manga

#### Adaptación de Chisato Nakamura
La novela ligera Arslan Senki obtuvo una gran popularidad, lo que llevó a la editorial Kadokawa Shoten a publicar un manga sobre esta historia escrito y dibujado por el mangaka Chisato Nakamura.
El citado manga fue publicado desde noviembre de 1991 hasta septiembre de 1996, fecha en el que se completaron los 13 volúmenes del manga.

#### Adaptación de Hiromu Arakawa
En el año 2013. Hiromu Arakawa —mangaka conocida por Fullmetal Alchemist, Hero Tales o Silver Spoon— comenzó a publicar su versión de Arslan Senki en formato manga en el número de julio de la revista Bessatsu Shōnen Magazine.
Durante el año 2014, la publicación de la versión de Arakawa fue ralentizada debido a que la autora informó de que uno de sus familiares se encontraba en un grave estado de salud, e iba a aprovechar el tener que cuidarlo para tomarse un descanso del ritmo de sus publicaciones.

### OVAS de los años 1990
Con la gran popularidad de las novelas ligeras y el manga posterior de Chisato Nakamura, la productora Animate Film decidió adaptar la serie al anime. Aunque tuvieron muchos problemas de financiación, cumpliendo solo con la producción de las dos primeras OVAs, posteriormente, la productora J.C.Staff —una conocida productora especializada en series OVA— tomó el proyecto y produjo las otras cuatro OVAS, cerrando así en 6 el número de capítulos del anime basado en el manga de Chisato Nakamura.
La distribución en España estuvo a cargo de Manga Films y el doblaje, de Q.T. Lever.

### Videojuego
En 1993, la serie inspiró un videojuego que salió para el formato Sega Mega-CD.

### Serie de TV de 2015
A raíz de la nueva publicación del manga Arslan Senki por parte de Hiromu Arakawa, las productoras Liden Films y Sanzingen comenzaron la adaptación del nuevo manga en una serie de anime que sería retransmitida en MBS los domingos, comenzando el 5 de abril de 2015, con un total de 26 capítulos anunciados.
En España, la distribución de la serie estuvo a cargo de Yowu Entertainment, y el doblaje, de Alta Frecuencia. Fue televisada por Canal+ Series, y transmitida a través de Internet por los sitios AniJapan y Viewster (también para Portugal).

### Arslan Senki: Dakkan no Yaiba
Arslan Senki: Dakkan no Yaiba (アルスラーン戦記　総集編「追憶の章　奪還の刃」?) o Arslan Senki Episodio 13.5 es un capítulo especial estrenado el 5 de julio de 2015. Se trata de una sinopsis de los episodios 1 a 13 de la serie de anime de 2015. Presenta el ending One Light cantado por Kalafina.

### Arslan Senki Specials
Arslan Senki Specials (アルスラーン戦記 描き下ろし四コマ漫画のショートアニメ?) son una serie de episodios especiales que salieron junto con las ediciones de Blu-ray/DVD de la serie de anime de 2015. Adaptan las historias cómicas de tipo 4-Koma escritas por Hiromu Arakawa.

#### Episodios
1. Ue ni wa, Ue ga: Vafleez le enseña a Arslan a luchar con su espada.[9]
2. World Tour 320 in Ecbatana: Gieve realiza un concierto.[10]

### Arslan Senki Musou
En 2015, animado por la serialización del anime, se anunció que se estaba preparando un videojuego sobre la serie bajo el nombre Arslan Senki Musou (un videojuego al estilo Dynasty Warriors), que estaría disponible hacia otoño del mismo año y se podrían escoger los personajes de Arslan o Daryun. Más tarde se concretó que la fecha de lanzamiento en Japón sería el 17 de septiembre de 2015 y para EE. UU. y Europa sería el 12 de febrero de 2016, también se concretó que se podrían escoger más personajes en el videojuego, más tarde colgaron en su página web una lista de estos personajes. Las plataformas para las que se está desarrollando este nuevo videojuego son PlayStation 3 y PlayStation 4.

### Kigyō Senshi Arslan
Kigyō Senshi Arslan (企業戦士アルスラーン?) es una animación lanzada en el sitio oficial de la serie de anime.
En el primer corto animado los personajes son oficinistas de la "Pars Corporation" y deben ayudar al nuevo empleado, Arslan, a adaptarse a su nuevo entorno laboral. En el tercer episodio los empleados buscan al espía que envía información secreta a una empresa de la competencia.

### OVAs de 2016
Se ha anunciado que los 5º y 6º tomos recopilatorios del manga de Hiromu Arakawa saldrán cada uno con una animación original supervisada por la misma mangaka.
El OVA lanzado con el 5º tomo del manga es una historia cómica que ocurre durante la guerra. Gieve le da a Arslan una lección sobre el amor, donde revela los amores de Daryun, Narsus y Elam.

### CD Drama
A través del sitio web oficial se han lanzado audios a modo de mini-dramas, donde participan las actores de voz originales de la serie de anime.
1. Un niño, un soldado: Presenta una conversación entre Arslan y Daryun. Al final, hay una entrevista con sus intérpretes, Yūsuke Kobayashi y Yoshimasa Hosoya.
2. Señor Feudal y esclavo: Arslan, Narsus y Elam tienen una conversación acerca de la liberación de los esclavos en la Fortaleza Kashan. Al final, se entrevistan a los actores de voz de Narsus y Elam, Daisuke Namikawa y Natsuki Hanae, respectivamente.

### Arslan Senki: Fūjin Ranbu
La segunda temporada de la serie fue estrenada durante el verano japonés de 2016. Ésta se estrenó el 3 de julio y culminó el 21 de agosto, retomando la historia del anime de 2015, conservando el reparto original y con algunas diferencias en cuanto al equipo de producción. Eir Aoi estuvo a cargo del opening y el grupo Kalafina, del ending. Además, han sido introducidos a la historia nuevos personajes.

## Recepción
Habiendo sido lanzado en mayo de 2016, el 5º volumen del manga ha sido el 63.º más vendido en Japón durante el período comprendido entre el 20 de noviembre de 2015 y el 23 de noviembre de 2016, con 494.011 copias. El 6º volumen del manga escrito por Hiromu Arakawa ha vendido 206.203 copias en su semana de lanzamiento, llegando a ser el 2º manga más vendido en dicha semana, totalizando 338.757 de copias en noviembre de 2016, siendo el 5º más vendido en Japón.
La revista especializada en libros y manga Da Vinci de Kadokawa y Media Factory ha revelado la lista de la 17.ª edición del "Libro del año". El manga de Hiromu Arakawa, basado en la historia de Yoshiki Tanaka, ha obtenido el 35º puesto del ranking de mangas. Dicho ranking no solo contempla las ventas (en este caso, de los volúmenes 1 al 6), sino también por los votos de 5.117 personas, que incluyen: críticos literarios, escritores y empleados de librerías.